# Хешана-каган
Хешана-каган (603—618/619) — 3-й володар Західнотюркського каганату в 604—612 роках. Знаний також як Арслан-Таман-каган. У китайців відомий як Чулуо Кехань.

## Життєпис
Походив з династії Ашина. Син Нірі-кагана, володаря Західнотюркського каганату, й китайської аристократки Сяньші. Народився в столиці Суяб 603 року, отримавши ім'я Даман (Таман). Невдовзі отримав Пайкендське володіння (центральний Мавераннахр).
604 року гине його батько. Мати Дамана незабаром вийшла заміж за нового кагана Басила. Але проти останнього повстав племінний союз дулу, що повалив Басила, поставивши на трон Дамана, що змінив ім'я на Хешана-каган.
Він оселився в Усуні (китайська назва), десь між початком річки Ілі та озером Іссик-Куль. Фактична влада належала вождям дулу. Для управління державою було призначено двох молодших ханів (ябгу-тадаш) для управління північними і південними землями відповідно в резиденціях в Шіго та Куча. Були призначені чиновники, проводилися жертвопринесення в 5 й 8 місяць. На Алтаї була печера, де приносили жертву духам предків правлячої династії Ашина.
У 605 році на півночі знову повстали племена теле. Причиною збурення було підвищення податків. Тоді до каганської ставки було запрошено 100 вождів теле, яких було вбито. Каганські війська не змогли впоратися з повстання теле, що здобули незалежність від каганату, створивши державу Сеяньто.
Втім каган почував себе все ще певно. Це проявилося, коли суйський посол Цуй Цзюньсу прибув до ставки Хешана-кагана, який відмовився встати перед ним. У відповідь посол став погрожувати кагану війною і стратою матері, яка в цей час перебувала в Китаї. В результаті малий каган підкорився й обіцяв напасти на держави Туюхан (на південному сході). Внаслідок тюркських походів туюхунському володареві Бусабо-хану було завдано низки поразок.
608 року спрямував залежні племена ефталітів, почавши нову війну з Персією. Після поразки ефталітів відправив тюркське військо, яке перемогло в битві біля Туса (Бактріана). Разом з ефталітами просунулися до центральних районів Персії, захопивши Ісфаган. Але зрештою війська кагана зазнали поразки.
До 610 році імператор Ян засумнівався у відданості Хешана-кагана і вирішив повалити його, використовуючи стрийка Шегуя. Останнього підтримав племінний союз нушібі. Війна тривала протягом 2 років, коли зрештою Хешана зазнав поразки. Він втік до імперії Суй.
Мешкав в столиці Чан'ань. У 618 або 619 році колишнього кагана було вбито за наказом танського імператора Лі Юаня за домовленістю з східнотюркським каганом Шібі. 2 сини Хешана залишилися на службі імперії Тан.